# Ford Escort RS Cosworth
Der Ford Escort RS Cosworth ist ein Sport-Derivat des europäischen Ford Escort. Die ersten 2500 Exemplare waren Rallye-Homologations-Modelle. Der Wagen wurde entwickelt, um sich für die Gruppe A der Rallye-Weltmeisterschaft zu qualifizieren, an der Ford zwischen 1993 und 1998 teilnahm. Von 1992 bis 1996 war der Escort RS Cosworth als Straßenauto in begrenzter Anzahl verfügbar. Die kleineren Turbofahrzeuge wurden von der FIA nicht anerkannt. Nur die ersten 2500 Fahrzeuge, die vor dem 1. Januar 1993 hergestellt wurden, sind „Homologations-Sonderversionen“ und haben einen großen Heckspoiler. Der Escort RS Cosworth wird von einem Vierzylinderreihenmotor Cosworth YBT mit einem Hubraum von 1.993 cm³ und einer Leistung von 227 PS (167 kW) angetrieben.

## Entwicklung
Ford entwickelte das Auto auf technischer Basis des Sierra Cosworth, um den größeren Cosworth-Motor und das Getriebe unterzubringen, während die Karosserie dem Escort Mk V glich. Unter der Leitung von Rod Mansfield und John Wheeler von Fords Special Vehicle Operations-Abteilung wurde das Fahrzeug 1989 von Stephen Harper von MGA Developments in Coventry entworfen, ein Jahr vor der Einführung des Serienmodells. Der Spoiler wurde von Frank Stephenson hinzugefügt. Das Karosseriewerkzeug wurde vom Karosseriebauer Karmann im Werk in Rheine entworfen, wo auch Fahrzeuge hergestellt wurden.
Das Motormanagement wurde im Vergleich zum Sierra modifiziert und ein neuer Turbolader eingebaut. Der Wagen hat permanenten Allradantrieb, der 34 % des Antriebsmomentes an die Vorderräder und 66 % an die Hinterräder verteilt. Das Fünfgangschaltgetriebe entspricht dem im Sierra Cosworth verwendeten Typ. Recaro-Sportsitze gehören zur Serienausstattung. Spätere Serienmodelle waren ohne den übergroßen Heckspoiler erhältlich, obgleich die meisten Kunden diesen bestellten. Vom 19. Februar 1992 bis zum 12. Januar 1996 wurden 7145 Fahrzeuge hergestellt, eine kleine Anzahl wurde offiziell von einem Importeur in die Vereinigten Staaten importiert.
Die Höchstgeschwindigkeit des Fahrzeugs lag bei 240 km/h, wodurch es mit Sportwagen wie Audi quattro, BMW M3, Nissan 300ZX und Toyota Supra konkurrieren konnte. Es übertraf damit traditionelle Kompaktsportler wie den VW Golf GTI. Der Escort RS2000 und der frühere Escort RS Turbo erreichten 203 km/h.
Vom Escort RS Cosworth wurden zwei Versionen produziert. Die ersten 2500 Einheiten waren „Homologations-Specials“, die zur Erlangung der FIA-Zulassung in der Gruppe A benötigt wurden. Diese waren mit einem übergroßen Turbolader Garrett T3 / T04B-Hybrid und einem wassergekühlten Ladeluftkühler ausgestattet. Der gleiche Motor wurde im Ford RS200 Gruppe-B-Wagen eingebaut. Aufgrund des großen Turboladers war das Ansprechverhalten bis 3500/min relativ schlecht. Ab 3500/min konnte der Lader genügend Druck aufbauen. Einige Homologations-Specials wurden zur Verbesserung der Füllung mit Wassereinspritzung ausgestattet. Unter diesen ersten Einheiten waren einige als Motorsport-Version gekennzeichnet und waren nicht mit Extras wie Schiebedach und Geräuschdämmung ausgestattet.
Die ursprünglichen Fahrzeuge enthielten Merkmale, die den Cosworth zwar zu einem effektiveren Sportwagen machten, ihn jedoch nicht als Straßenfahrzeug geeignet erscheinen ließen. Sobald die für die Einhaltung der Regularien notwendigen Exemplare produziert waren, versuchte Ford, die Alltagstauglichkeit mit dem Auto unter normalen Bedingungen zu verbessern. Die zweite Generation, die Ende 1994 in Produktion ging, war mit einem kleineren Garrett-T25-Turbolader ausgestattet, der das Turboloch reduzierte und den Wagen alltagstauglicher machte. Diese neueren Modelle waren ohne den ungewöhnlich gestalteten Heckspoiler erhältlich.

## Motor
Der Motor der offiziellen Straßenversion leistete maximal 227 PS (167 kW), bei 6250/min, das maximale Drehmoment betrug 304 Nm. Er benötigte Kraftstoff mit mindestens 95 Oktan (In Deutschland Super). Der Wagen erreichte eine Höchstgeschwindigkeit von 232 km/h, ohne den Heckflügel 237 km/h und benötigte 5,7 Sekunden von 0 auf 100 km/h. Der Standardturbolader Garrett AiResearch T3/T04B lieferte einen maximalen Ladedruck von 0,8 Bar, kurzzeitig 1,0–1,1 (Overboost). Das Auto wog je nach Ausstattung 1275 bis 1310 kg.

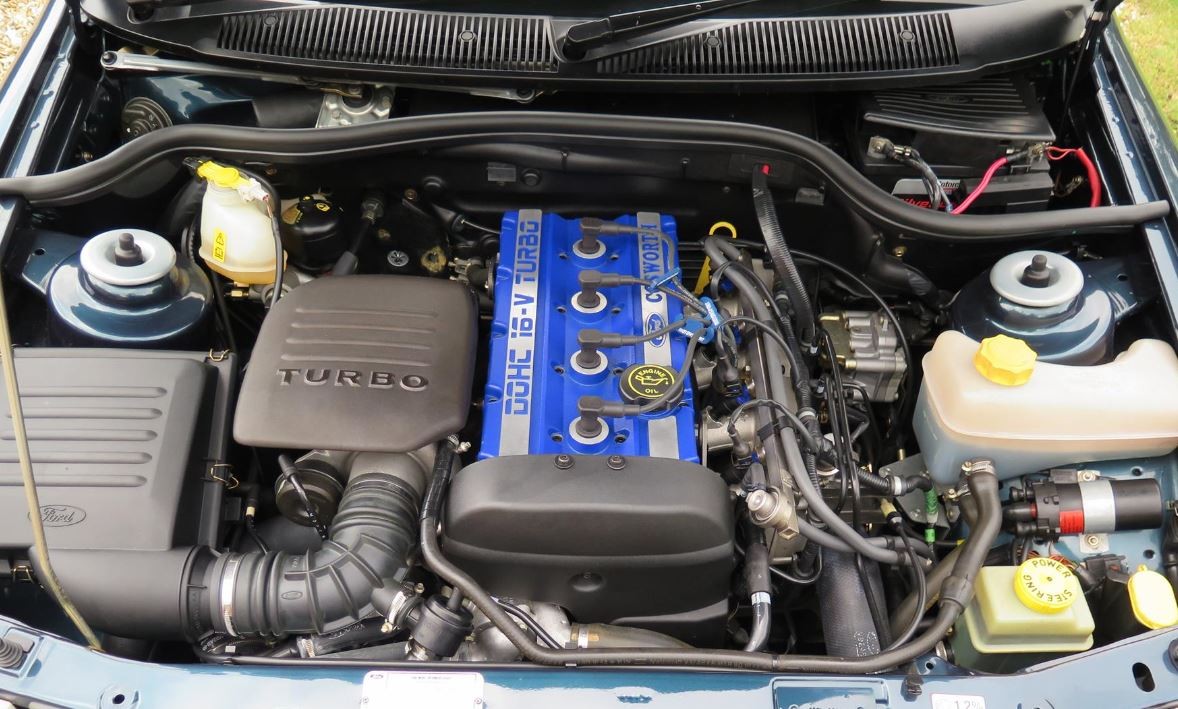
Motor

Der Escort RS Cosworth war das erste Massenproduktionsauto, das bei 180 km/h eine Abtriebskraft von 45 Newton vorne mit verstellbarem Frontsplitter in mittlerer Position und 190 Newton mit seinem großen Flügel am Heck aufbrachte.

## Motorsport
Das Fahrzeug wurde ursprünglich entwickelt, um die Rallye-Weltmeisterschaft zu gewinnen. Dieses Ziel wurde nicht erreicht, aber zwischen 1993 und 1996 wurden mit dem Auto acht Rennen als Gruppe A Auto und zwei weitere in der Kategorie World Rally Car 1997-8 gewonnen, bevor der Wagen durch den Focus RS WRC ersetzt wurde.
Der Escort Cosworth wurde 1991 und 1992 vom Ford-Werksrallye-Team entwickelt. Seine ersten Auftritte vor der Homologation fanden in der spanischen Meisterschaft in den Händen von Jose Maria Bardolet statt sowie bei der Scottish Rally 1992, wo er von Malcom Wilson gefahren wurde. Dieser war der Haupttreiber für die Entwicklung des Fahrzeugs. Wilson nahm an der Veranstaltung nicht offiziell teil, aber seine Trainingszeiten waren schneller als die des Siegers Colin McRae. In der zweiten Hälfte der Saison 1992 endete die Entwicklung des Sierra Cosworth und die Werksfahrer François Delecour und Massimo Biasion konzentrierten sich darauf, den Escort für den Wettbewerb vorzubereiten.
Bei der ersten Begegnung des Escorts auf Weltmeisterschaftsebene, der Rallye Monte Carlo 1993, übernahm Delecour die Führung mit Biasion auf dem zweiten Platz. Das Paar führte die Veranstaltung bis in die letzte Nacht, als Didier Auriol auf Toyota Celica die Führung übernahm und die Fords den zweiten und dritten Platz belegten. Im darauffolgenden Monat führte Malcolm Wilson mit einem von seinem eigenen Team vorbereiteten Auto die Rallye Schweden kurz an, bevor er nach einem Unfall in den Ruhestand ging. Das Werksteam kehrte für die Rallye Portugal zurück und Delecour gewann das Rennen mit Biasion als Zweiter. Delecour siegte erneut auf Korsika und Biasion in Griechenland. Damit belegten sie den ersten und zweiten Platz in der Fahrerwertung und Ford die gemeinsame Führung in der Herstellerwertung. In der zweiten Saisonhälfte siegte der Toyota-Pilot Juha Kankkunen in Argentinien, Finnland, Australien und Neuseeland, mit Ausnahme von Delecours zweitem Platz (hinter Colin McRae), sodass Toyota den Titel in der Herstellerwertung gewann. Beide Werks-Escorts fielen bei der San Remo-Rallye aus, Delecours nach einem Unfall und Biasion mit Motorschaden nach einem Kühlerschlauchbruch. Der Italiener Franco Cunico gewann das Event auf einem privaten Escort Cosworth. Damit übertraf er den Werks-Integrale des amtierenden Weltmeisters Carlos Sainz, der mit einem Lancia antrat. 
Delecour und Ford wurden vor allem nach dem Sieg von Delecour bei der Rallye Monte Carlo als ernsthafter Anwärter für die Weltmeisterschaft 1994 bezeichnet. Delecour schied mit einem Motorschaden aus der zweiten Runde der Meisterschaft in Portugal aus. Einige Wochen später wurde er bei einem Verkehrsunfall verletzt und setzte vier Rennen aus. Biasion wurde Dritter in Portugal und stieg Ende 1994 aus dem Team aus. Biasion fuhr danach nicht mehr auf Weltmeisterschaftsniveau. In Delecours Abwesenheit wurde der zweite Escort von einer Reihe temporärer Fahrer gefahren, darunter der Weltmeister von 1981, Ari Vatanen, der junge Belgier Bruno Thiry und Franco Cunico. Mit Ausnahme des dritten Platzes von Vatanen in Argentinien waren die Ergebnisse unbefriedigend und das Team wurde wegen seiner Abhängigkeit von Delecour kritisiert. Der letzte Gastfahrer erwies sich als erfolgreicher: Auf einer einmaligen Fahrt für das Team gewann Tommi Mäkinen die 1994er 1000-Seen-Rallye. Delecour kehrte auf derselben Veranstaltung zum Team zurück und wurde Vierter. Thiry beendete die Saison mit einem dritten Platz in der Endrunde in Großbritannien.
Das Ford-Werksteam wurde Ende 1994 geschlossen und das Rallye-Programm wurde dem belgischen RAS-Sportteam übergeben. Biasion wurde durch Bruno Thiry ersetzt und Delecour blieb im Team. Die Saison wurde auf acht Events verkürzt und der Service war enger als in den vorangegangenen Saisons. Autos der Gruppe A mussten mit einem kleineren Turbolader als zuvor fahren, was für Ford eine Herausforderung darstellte, da das Siebenganggetriebe des Rallye Escort für einen Motor mit niedriger Drehzahl nicht gut geeignet war. Delecour beklagte sich in Interviews über die Regeländerungen, belegte jedoch beim Monte Carlo Rennen den zweiten Platz. Bruno Thiry führte die Rallye Korsika an, bis ein Radlagerausfall ihn aus der Rallye ausschloss. Delecour wurde Zweiter und in dieser Saison gab es keine weiteren Top-3-Platzierungen. Ford beendete die Meisterschaft der Hersteller.
Das Experiment, bei dem RAS nicht erfolgreich war, brachte Ford seine Rallye-Weltmeisterschaft 1996 mit ins Haus. Thiry blieb als zweiter Fahrer und Delecour verließ das Team. Delecour wurde durch Carlos Sainz ersetzt. Sainz belegte den dritten Platz in der Fahrerwertung mit einem Sieg in Indonesien und einem zweiten Platz in Schweden und Italien. Der Escort wurde jedoch zu diesem Zeitpunkt von den Mitsubishi und Tommi Mäkinen, die den Titel in diesem Jahr gewonnen hatten, übertrumpft. Gegen Ende der Saison wechselte das Interesse in Richtung der folgenden Saison und den kommenden World Rally Car-Regeln.
Obwohl es einige Sonderregelungen erforderte, durfte Ford den Cosworth in ein World Rally Car umwandeln, bis ein eigens dafür gebautes WRC entwickelt wurde. Die Hinterradaufhängung mit Längslenker, die als Schwachstelle des Cosworth eingeschätzt wurde, wurde durch MacPherson-Federbeine ersetzt und die Karosserie und das Getriebe wurden modifiziert. Die Rallye-Autos sollten von Malcolm Wilsons Team, dem heutigen M-Sport, gefahren werden. In den Saisons 1997 und 1998 erzielte Carlos Sainz zwei weitere Siege. Mit Thiry, Ari Vatanen und dem viermaligen Rallye-Weltmeister Juha Kankkunen verschwand der Escort aus dem Werks-Rallyeracing, obwohl ein Doppelpodium beim Saisonende 1998 in der Rallye Großbritannien eingefahren wurde.
Außerhalb der Weltmeisterschaft war der Escort ebenso wie seine Vorgänger auf nationaler und europäischer Ebene sehr erfolgreich. 1994 gewann der belgische Fahrer Patrick Snijers die Europameisterschaft in einem von RAS Sport vorbereiteten Auto, Malcolm Wilson war dabei der britische Fahrer. Es war auch ein erfolgreicher Teilnehmer der Gruppe N. Tuningteile waren und sind ohne weiteres verfügbar und Escorts mit niedrigerer Spezifikation wurden in den 1990er Jahren selbst bei Rallyes mit relativ niedrigem Niveau in Europa zu einem verbreiteten Teilnehmer, obwohl viele zumindest teilweise auf World Rally Car-Spezifikationen umgestellt wurden.
Der Escort hatte auch einen Ausflug in die Formel 1, wenn auch als Safety Car, es wurde tatsächlich während zwei Grands Prix in der Saison 1992 verwendet, um ein neues Sicherheitskonzept zu erproben, das im folgenden Jahr offiziell in den Sport eingeführt wurde.

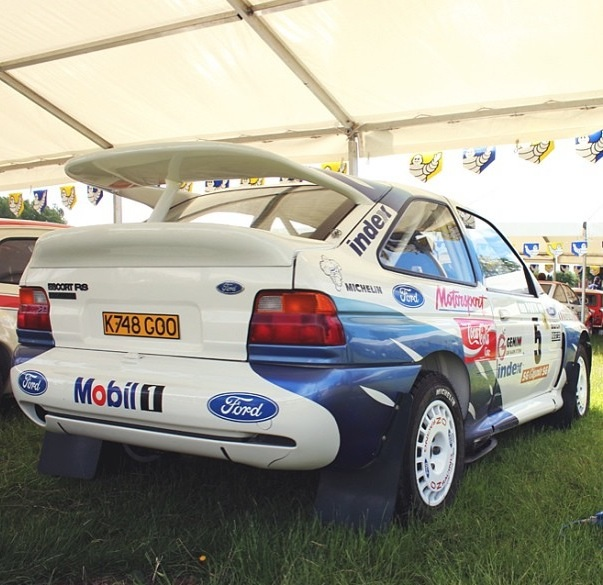
Francois Delecour
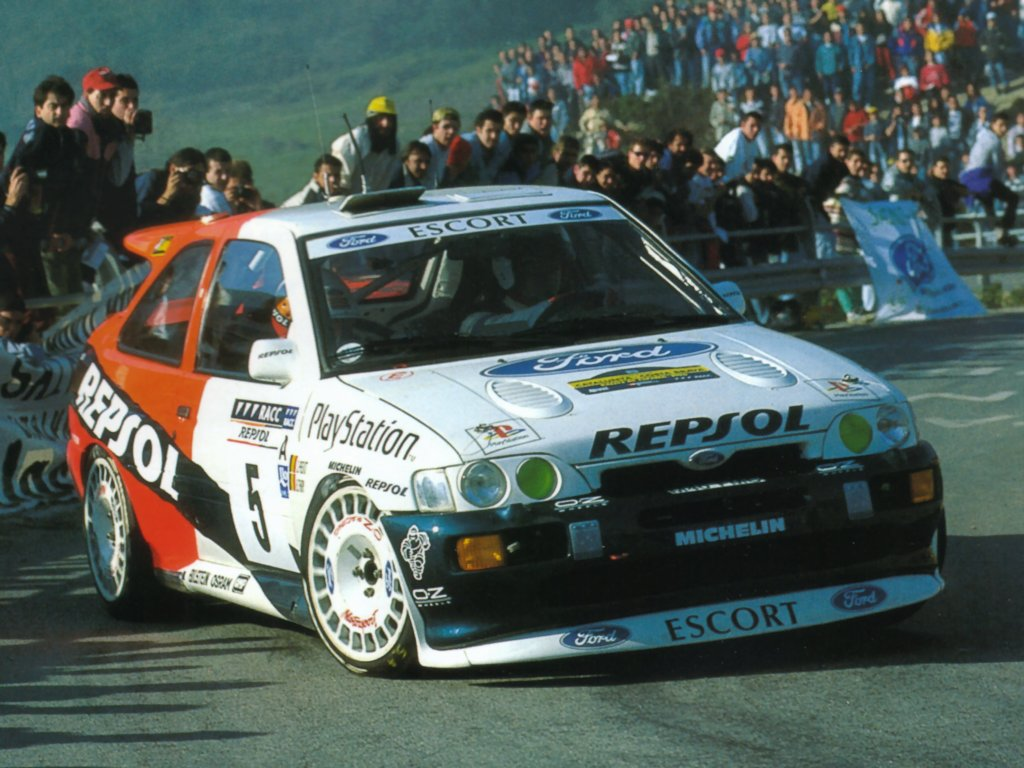
Carlos Sainz
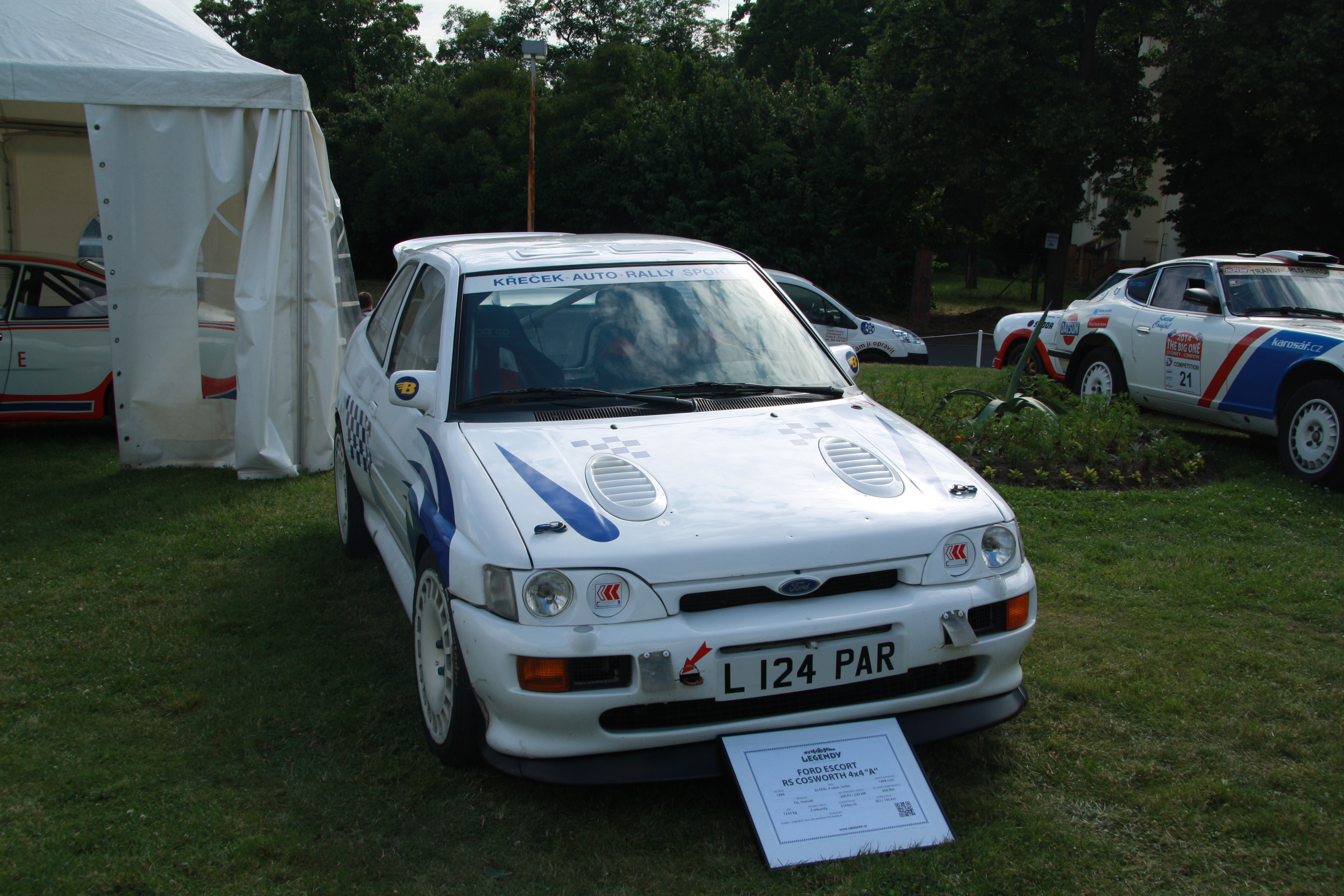
Tommi Mäkinen
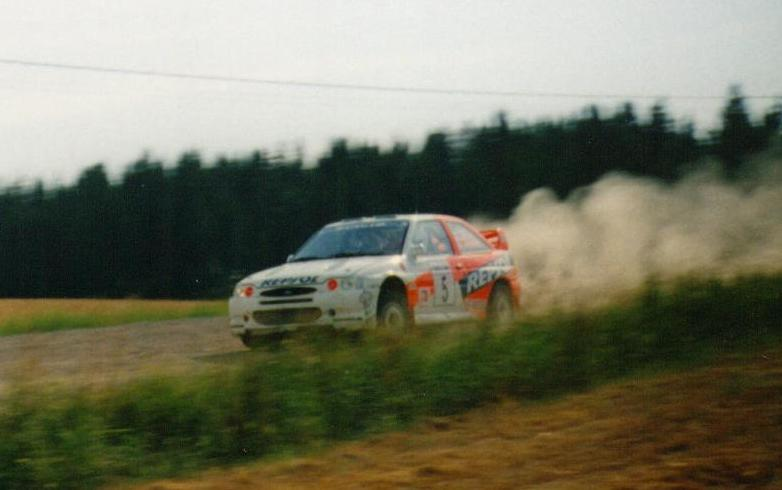
Carlos Sainz
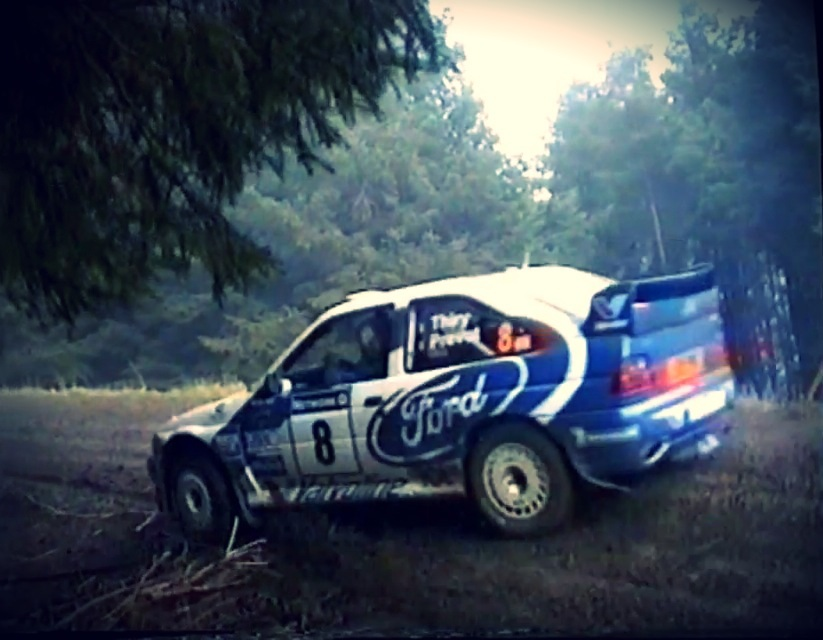

### WRC Siege
| Nr. | Saison | Rallye             | Fahrer              | Beifahrer           | Fahrzeug                |
| --- | ------ | ------------------ | ------------------- | ------------------- | ----------------------- |
| 1   | 1993   | Rallye Portugal    | François Delecour   | Daniel Grataloup    | Ford Escort RS Cosworth |
| 2   | 1993   | Rallye Korsika     | François Delecour   | Daniel Grataloup    | Ford Escort RS Cosworth |
| 3   | 1993   | Rallye Akropolis   | Miki Biasion        | Tiziano Siviero     | Ford Escort RS Cosworth |
| 4   | 1993   | Rallye Sanremo     | Franco Cunico       | Stefano Evangelisti | Ford Escort RS Cosworth |
| 5   | 1993   | Rallye Katalonien  | François Delecour   | Daniel Grataloup    | Ford Escort RS Cosworth |
| 6   | 1994   | Rallye Monte Carlo | François Delecour   | Daniel Grataloup    | Ford Escort RS Cosworth |
| 7   | 1994   | 1000-Seen-Rallye   | Tommi Mäkinen       | Seppo Harjanne      | Ford Escort RS Cosworth |
| 8   | 1996   | Rallye Indonesien  | Carlos Sainz senior | Luis Moya           | Ford Escort RS Cosworth |
| 9   | 1997   | Rallye Akropolis   | Carlos Sainz        | Luis Moya           | Ford Escort WRC         |
| 10  | 1997   | Rallye Indonesien  | Carlos Sainz        | Luis Moya           | Ford Escort WRC         |